# Idalus agastus
Idalus agastus là một loài bướm đêm thuộc phân họ Arctiinae, họ Erebidae.